# کوه سفید (داراب)
کوه سفید، روستایی در دهستان قریه الخیر بخش جنت شهرستان داراب در استان فارس ایران است.

## جمعیت
بر پایه سرشماری عمومی نفوس و مسکن در سال ۱۳۹۵، جمعیت این روستا برابر با ۴۲۰ نفر (۱۳۳ خانوار) بوده است.